# Cnicus
Cnicus là một chi thực vật có hoa trong họ Cúc (Asteraceae).

## Loài
Chi Cnicus gồm các loài: